# 威尔金斯环形山
威尔金斯环形山（Wilkins）是位于月球正面东南崎岖高地上的一座大撞击坑，其名称取自威尔士月面学家休·珀西·威尔金斯（1861年-1960年），1961年被国际天文学联合会正式接受。

## 描述
该陨坑位于已损毁的庞斯陨石坑及绵长的阿尔泰断崖西南，西侧靠近稍小的蓬塔诺环形山、更大的萨克罗博斯科环形山坐落在它的西北偏北，而东侧和东南则分别毗邻年轻的罗斯曼陨石坑和古老的萨库托环形山。该陨坑中心月面坐标为29°35′S 19°35′E / 29.58°S 19.58°E，直径59.44公里，深约2.712公里。
威尔金斯环形山是一座已严重损毁的撞击坑，整体坑壁已解体破裂，它的西侧壁穿切了一道狭窄的弯谷，沿西北侧横跨了一对双联坑威尔金斯 A威尔金斯 B，而低矮、伤痕累累的东北壁上则布满了凹谷和古陨坑，只有南侧部分相对最完整，但该段坑壁也已磨损，且分布有一道伸向西南的凹谷。该环形山的残壁最大高出周边地形1200米，内部容积约有2983.31立方千米。坑底表面相对平坦，除靠近西面内壁有一座残迹坑外，没有其它醒目的地貌结构。它的北侧坑壁上覆盖有一些来自第谷环形山的射纹物质。

## 卫星陨石坑
按惯例，最靠近威尔金斯环形山的卫星坑在月图上以字母标注在该坑中心点的旁边。
| 威尔金斯 | 纬度     | 经度     | 直径     |
| -------- | -------- | -------- | -------- |
| A        | 29.17° S | 18.87° E | 13.6公里 |
| B        | 29.55° S | 18.92° E | 7.6公里  |
| C        | 30.7° S  | 19.99° E | 18.0公里 |
| D        | 27.87° S | 17.63° E | 30.2公里 |
| E        | 28.37° S | 19.42° E | 9.0公里  |
| F        | 30.35° S | 20.39° E | 5.9公里  |
| G        | 29.99° S | 18.41° E | 4.6公里  |
| H        | 28.67° S | 18.49° E | 5.7公里  |

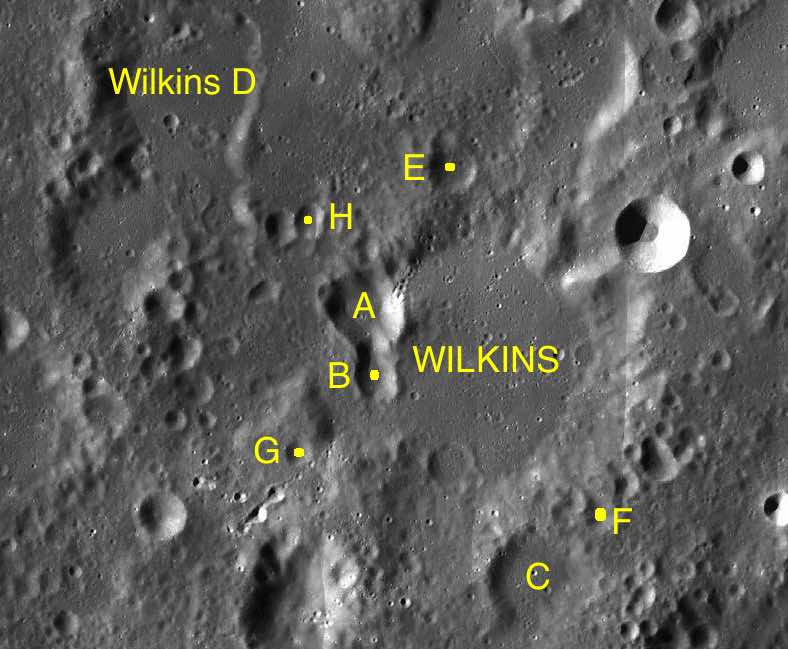
LAC-96 区域图

- 卫星坑威尔金斯 A已被月球和行星观测协会（ALPO）列入《内侧壁带有深色辐射纹的撞击坑列表》[6]